# Montería
För andra betydelser, se Montería (olika betydelser).
Montería är en kommun och stad i nordvästra Colombia, och är administrativ huvudort för departementet Córdoba. Staden är belägen vid floden Sinú och hade 302 691 invånare år 2008, med totalt 397 113 invånare i hela kommunen på en yta av 3 043 km².
Montería grundades 1 maj 1777 på östra sidan av floden Sinú, men blev snabbt flyttad till den västra sidan av floden och omdöpt till San Jerónimo de Buenavista. Staden fortsatte dock att kallas Montería i folkmun. 1803 gjorde en brand att invånarna flyttade till stadens gamla läge. Den blev en kommun 1923 och var fram till 1952 en del av departementet Bolívar, för att detta år bli administrativ huvudort för det nybildade departementet Córdoba.